# تكلفة رأسمالية
التكلفة الرأسمالية (بالإنجليزية: Capital cost)‏، هي التكاليف المرتبطة بالنفقات الرأسمالية أو الأستثمارات على الأرض، والمنشآت، والمعدات والمخزنات. بخلاف تكاليف العمالة والتشغيل، فتكاليف رأس المال مستقلة عن مستوى الإنتاج.